# Haggis
Haggis är en maträtt från Skottland, traditionellt gjord på lever, lunga och hjärta från får, havregryn, lök, fårtalg eller ister samt olika kryddor. Den är närmast att beskriva som en korsning av korvkaka och pölsa, med havregryn istället för korngryn, traditionellt tillagad i fårmage. Haggis serveras med rotmos och potatismos, "neeps and tatties" (dialekt för "turnips and potatoes", kålrot och potatis), och ibland ett glas skotsk whisky att dricka till.

## Galleri

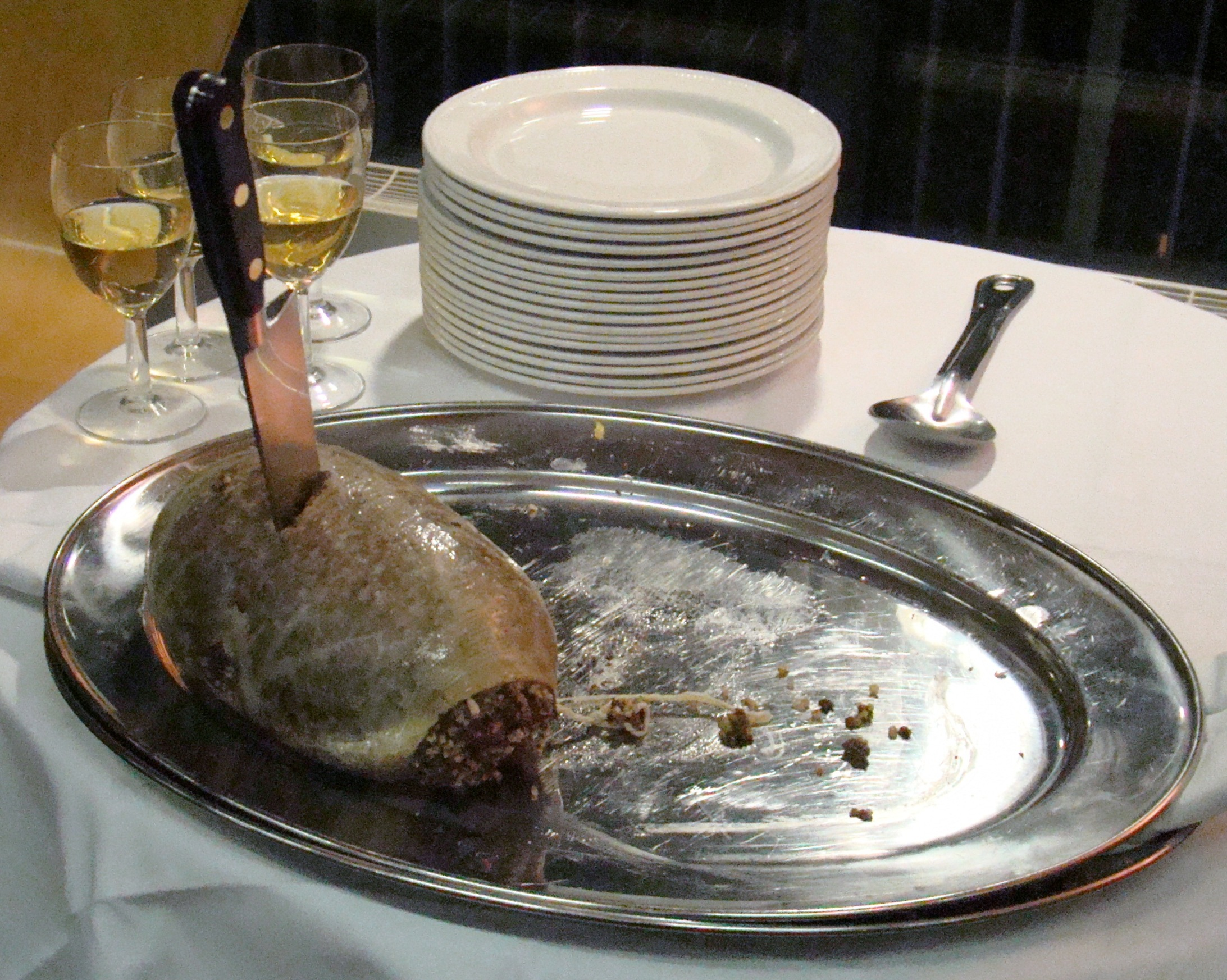
Haggis i fårmage eller en syntetisk motsvarighet.
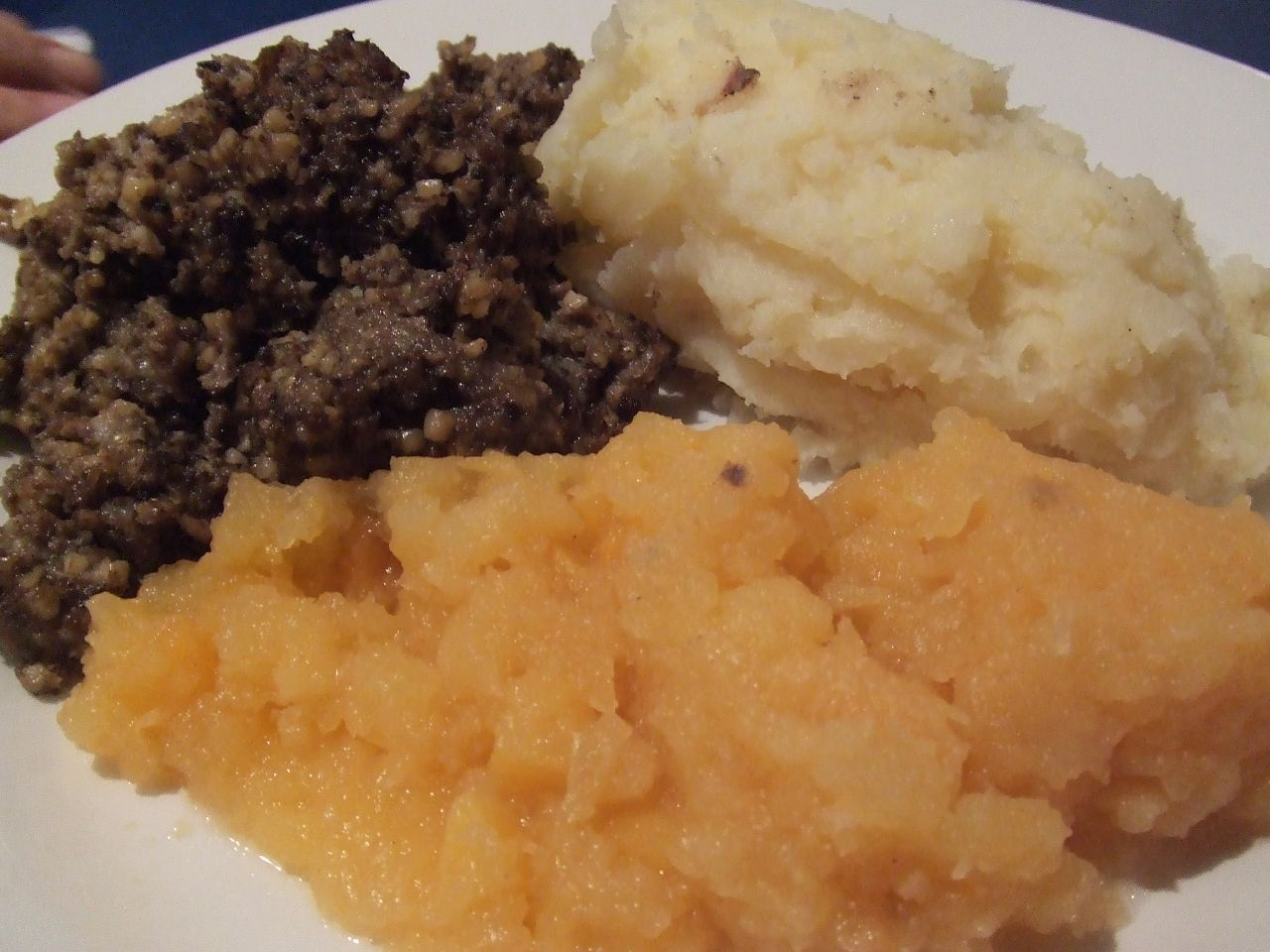
Haggis serverad med rotmos och potatismos.